# Thira (regional enhed)
Thira (græsk: Περιφερειακή ενότητα Θήρας) er en af de regionale enheder i Grækenland. Det er en del af regionen Sydægæiske Øer. Den regionale enhed dækker øerne Thira (Santorini), Anafi, Folegandros, Ios, Sikinos og flere mindre øer i Det Ægæiske Hav.

## Administration
Som en del af Kallikratis-regeringsreformen i 2011 blev den regionale enhed Thira oprettet ud fra det tidligere Kyklader-præfektur. Den er opdelt i 5 kommuner. Disse er (antal som på kortet i infoboksen):
- Anafi (3)
- Folegandros (19)
- Ios (7)
- Santorini ( Thira, 6)
- Sikinos (16)